# Odolnost vůči klimatickým změnám
Odolnost vůči klimatickým změnám je definována jako „schopnost sociálních, ekonomických a ekosystémů vyrovnat se s nebezpečnou událostí, trendem nebo narušením“.:s.7 Děje se tak „reakcí nebo reorganizací způsobem, který zachovává jejich základní funkce, identitu a strukturu (a v případě ekosystémů i biologickou rozmanitost) a zároveň schopnost adaptace, učení a transformace“.:s.7 Klíčovým zaměřením zvyšování odolnosti vůči změně klimatu je snížení zranitelnosti, kterou v současné době mají komunity, státy a země v souvislosti s mnoha dopady změny klimatu. snahy o budování odolnosti vůči změně klimatu zahrnují sociální, ekonomické, technologické a politické strategie, které jsou realizovány na všech úrovních společnosti. Řešení otázky odolnosti vůči změně klimatu se stává prioritou - od akcí místních komunit až po globální smlouvy, ačkoli lze tvrdit, že značná část teorie ještě nebyla převedena do praxe.
Odolnost vůči změně klimatu souvisí s úsilím o přizpůsobení se změně klimatu. Jejím cílem je snížit zranitelnost vůči změně klimatu a zahrnuje úvahy o klimatické spravedlnosti a rovnosti. Praktická realizace zahrnuje infrastrukturu odolnou vůči klimatu, zemědělství odolné vůči klimatu a rozvoj odolný vůči klimatu. Většina objektivních přístupů k měření odolnosti vůči klimatu používá pevné a transparentní definice odolnosti a umožňuje porovnávat různé skupiny lidí prostřednictvím standardizovaných měřítek.

## Definice
Odolnost vůči klimatu je obecně považována za schopnost zotavit se z klimatických šoků, jako jsou povodně a sucha, nebo zmírnit zranitelnost vůči nim. Jedná se o politický proces, který posiluje schopnost všech zmírnit zranitelnost vůči rizikům plynoucím z klimatických nebezpečí a proměnlivosti a přizpůsobit se měnícím se vzorcům klimatu.
Šestá hodnotící zpráva IPCC definuje odolnost vůči změně klimatu následovně: "Odolnost [...] je definována jako schopnost sociálních, ekonomických a ekosystémů vyrovnat se s nebezpečnou událostí nebo trendem či narušením, reagovat nebo se reorganizovat způsobem, který zachovává jejich základní funkci, identitu a strukturu, jakož i biologickou rozmanitost v případě ekosystémů, a zároveň zachovává schopnost adaptace, učení a transformace.":s.7
Odolnost je užitečný koncept, protože promlouvá napříč odvětvími a obory, ale díky tomu je také otevřený výkladu, což vede k různým a někdy i konkurenčním definicím. O definici odolnosti vůči klimatickým změnám se vedou rozsáhlé debaty, a to jak z hlediska koncepčního, tak i praktického.:s.7

## Komponenty
V současné době se většina práce týkající se odolnosti vůči klimatu zaměřuje na opatření přijatá za účelem zachování stávajících systémů a struktur. To se z velké části týká schopnosti sociálně-ekologických systémů odolávat šokům a zachovávat integritu funkčních vztahů tváří v tvář vnějším silám. V odborné literatuře však panuje stále větší shoda na tom, že v rámci definice odolnosti je třeba zohlednit také opatření přijatá za účelem vyvolání strukturálních změn. Tři základní schopnosti, které jsou chápány v rámci společné definice, jsou absorpční, adaptační a transformační, přičemž každá z nich přispívá k úsilí o odolnost jinými faktory. Patří sem schopnost sociálně-ekologických systémů obnovovat se a rozvíjet a využívat poruchy jako příležitosti k inovacím a vývoji nových cest, které zlepšují schopnost systému přizpůsobit se makroskopickým změnám.
Mezi klíčové aspekty patří: jak odolnost souvisí s adaptací na změnu klimatu. Do jaké míry by měla zahrnovat přístupy ke zlepšení stability založené na aktérech versus přístupy založené na systémech; a její vztah k teorii přírodní rovnováhy nebo pohledu na homeostatickou rovnováhu ekologických systémů.
Budování klimatické odolnosti je velmi komplexní záležitost, která zahrnuje širokou škálu aktérů a činitelů: jednotlivce, komunitní organizace, mikropolitické orgány, korporace, státní moc na místní, státní a národní úrovni i mezinárodní organizace. V podstatě se jedná o opatření, která posilují odolnost vůči změně klimatu a která zvýší adaptační kapacitu sociálních, průmyslových a environmentálních infrastruktur, jež mohou zmírnit dopady změny klimatu. V současné době výzkumy ukazují, že nejsilnějším indikátorem úspěšného úsilí o odolnost vůči změně klimatu ve všech měřítcích je dobře rozvinutá, existující síť sociálních, politických, ekonomických a finančních institucí, která je již připravena účinně se ujmout práce na identifikaci a řešení rizik, jež změna klimatu představuje. Města, státy a národy, které již takové sítě vytvořily, mají podle očekávání obecně mnohem vyšší čisté příjmy a hrubý domácí produkt (HDP).